# Ditropichthys
Ditropichthys is een monotypisch geslacht van straalvinnige vissen uit de familie van walviskopvissen (Cetomimidae). Het geslacht is voor het eerst wetenschappelijk beschreven in 1934 door Parr.

## Soort
- Ditropichthys storeri (Goode and Bean, 1895)